# Аппоньи, Альберт
Граф Альберт Георг Аппо́ньи (венг. Gróf nagyapponyi Apponyi Albert György Gyula Mária; 29 мая 1846 — 7 февраля 1933) — венгерский политический деятель из рода Аппоньи, глава партии националистов, сторонник ускоренной мадьяризации национальных меньшинств. Аристократ, крупный землевладелец, тайный советник, министр по делам религии и просвещения в 1906—1910 и 1917—1918 годах. Член Венгерской академии наук, возглавлявший Академию Святого Иштвана с 1921 по 1933 год. Руководил первой венгерской делегацией на Парижской мирной конференции; между 1911 и 1932 годами пять раз был номинирован на Нобелевскую премию мира.

## Биография
Альберт — единственный сын графа Дьёрдя Аппоньи, канцлера Венгерского королевства. Получил юридическое образование, много путешествовал.
Осенью 1869 года Аппоньи присутствовал на церемонии открытия Суэцкого канала.

### Депутат

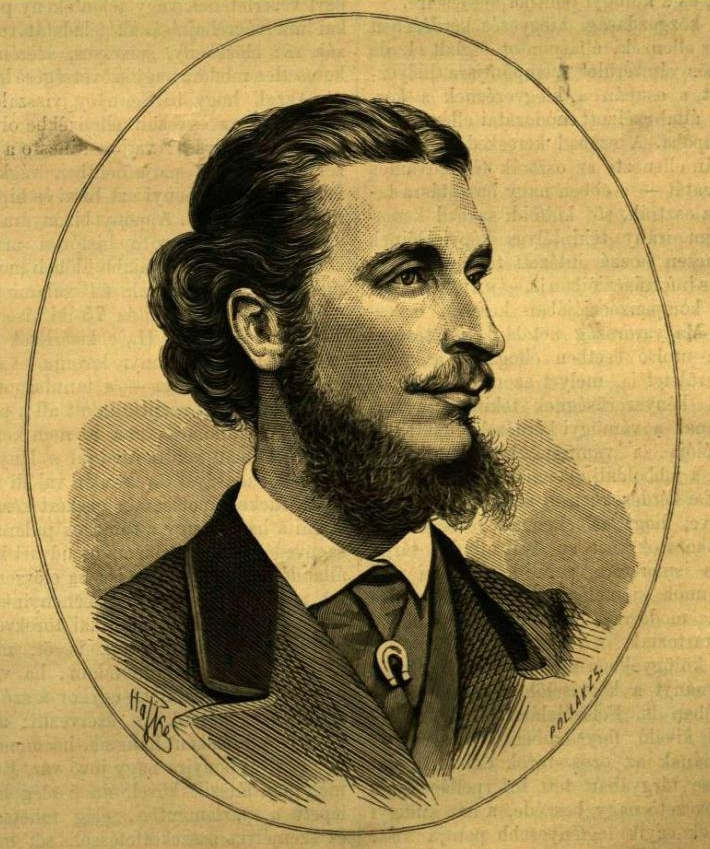
Молодой Аппоньи, портрет из газеты Vasárnapi Ujság, 1878 год. Худ. С. Поллак

С 1872 года состоял членом венгерской Палаты депутатов, в которой считался лучшим оратором и одним из влиятельнейших её членов. Сначала он принадлежал к Консервативной парии, но в 1878 году образовал особую Национальную партию, во главе которой стоял до 1899 года; оставаясь на почве австро-венгерского дуализма, она находила политику Тисы (отца) излишне уступчивой по отношению к Австрии. Таким образом, Аппоньи оказался во главе «соединённой оппозиции».
Министерство Дьюлы Сапари (1890—1892) и в ещё большей степени радикальное министерство Шандора Векерле (1892—1894) Аппоньи поддерживал, защищая против клерикалов, между прочим, допущение гражданского брака, но восставая против его обязательности. Министерство Дежё Банфи нашло в Аппоньи ожесточенного врага.
Министерство Кальмана Селля он поддерживал, и в 1899 году состоялось даже слияние Национальной партии с правительственной. В 1901 году Аппоньи был президентом Палаты депутатов.
После образования министерства Тисы-сына, Аппоньи вместе со своими сторонниками вышел из состава правительственной партии и в 1904 году присоединился к партии Кошута-младшего (Партия независимости и 48-го года), на правом фланге которой занял очень влиятельное место.
В 1896 году в Будапеште вышли в свет «Речи» Аппоньи. В 1904—1924 гг. Аппоньи несколько раз посещал США, где читал лекции и установил контакты с президентами Теодором Рузвельтом и Вильямом Тафтом.

### Министр

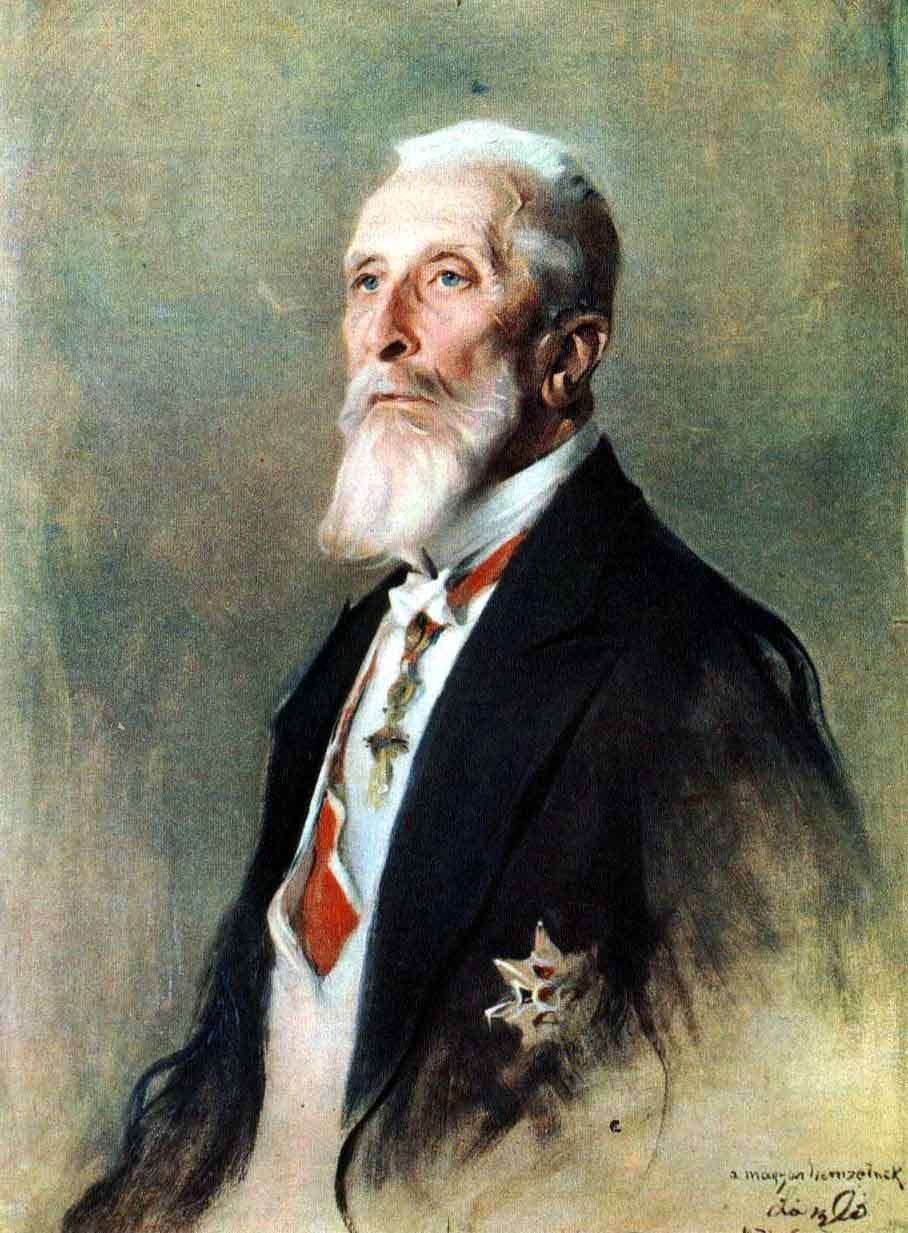
Филип Де Ласло. Портрет Альберта Аппоньи.

Аппоньи был министром просвещения в 1906—1910 и 1917—1918 годах. В 1907 году был инициатором принятия шовинистического Школьного закона, запретившего употребление языков национальных меньшинств в учебных заведениях. Было закрыто множество словацких и румынских школ. Около 600 румынских и несколько словацких сёл остались вообще без доступа к школам.
После смерти Ференца Кошута в 1914 году возглавил «партию Кошута». В правительстве Морица Эстерхази и третьем кабинете Векерле вновь занимал должность министра по делам культов. Временно удалился из политической жизни после Революции астр; во время Венгерской советской республики красноармейцы воспрепятствовали его попытке бегства из Будапешта на поезде, тогда Аппоньи укрылся в своих поместьях. Как монархист и легитимист он возражал против недопуска Габсбургов к трону при регентстве Миклоша Хорти.

### Дипломат

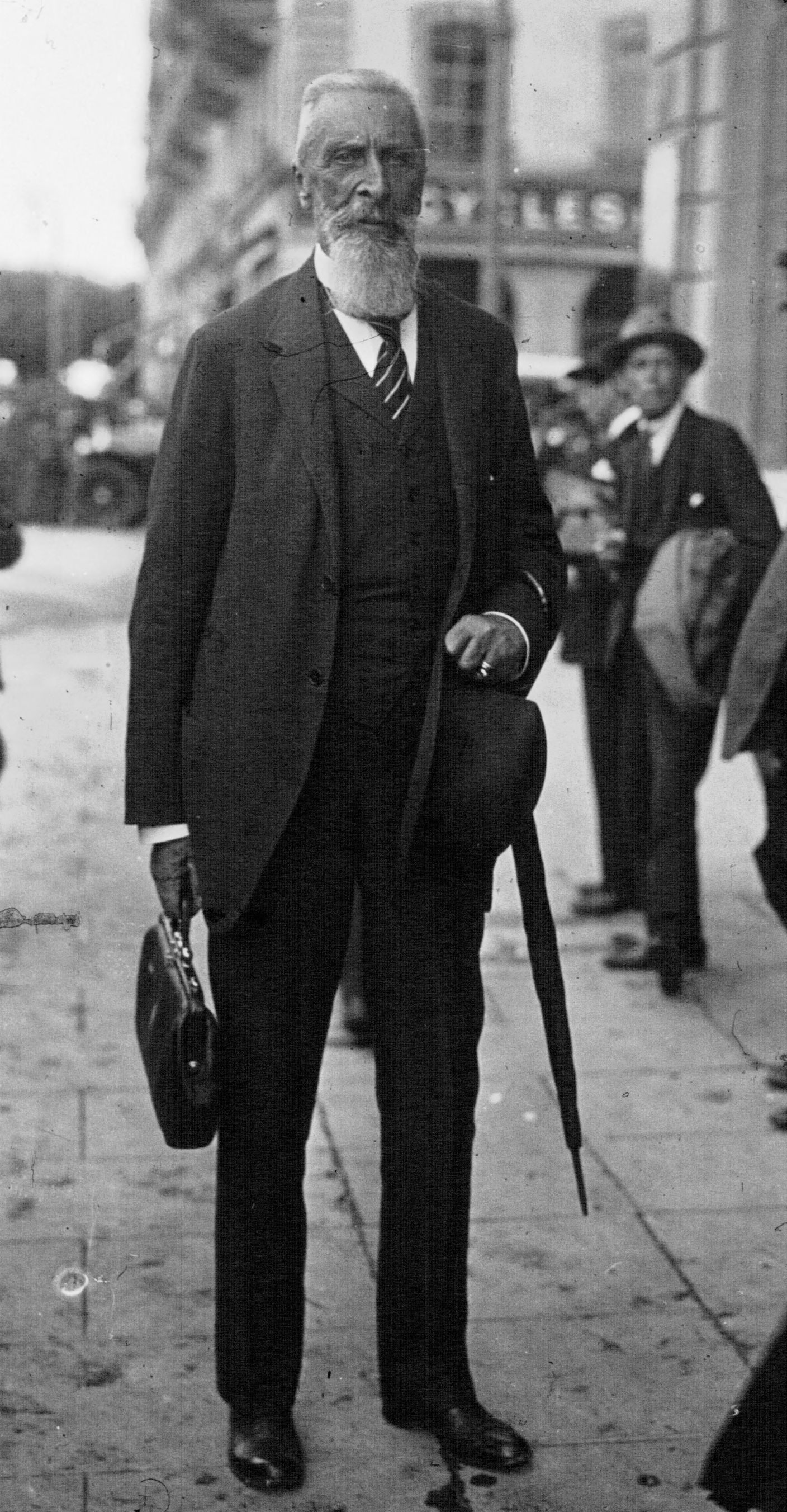
Аппоньи, представитель Венгрии в Лиге Наций.

В январе-феврале 1920 года Аппоньи был главой венгерской делегации на Парижской мирной конференции, участвуя в переговорах, предшествовавших подписанию Трианонского договора. В Париж на переговоры венгерская делегация во главе с графом Альбертом Аппоньи, включавшая семь официальных уполномоченных (среди которых были Пал Телеки, Иштван Бетлен и Шандор Попович) прибыла 7 января 1920 года.
Аппоньи выступал за сохранение великодержавного Венгерского государства, против передачи Румынии, Чехословакии, Королевству сербов, хорватов и словенцев (будущей Югославии) владений Венгрии, населённых румынами, словаками, карпатскими русинами, сербами и хорватами. Однако державы Антанты резко возражали против дальнейшего существования «Великой Венгрии». Не имея возможности добиться изменения основных условий мирного договора, делегация Аппоньи в конце марта 1920 года вернулась домой.
Аппоньи был представителем Венгрии в Лиге Наций вплоть до своей смерти в 1933 году. Владевший шестью языками Аппоньи мог выступать там на английском, французском, немецком, итальянском. 
В 1928 г. Аппоньи посетил Берлин, где встретился с генералом Паулем фон Гинденбургом.
После смерти Аппоньи в Женеве на поминальной церемонии Швейцарию представлял экс-президент Джузеппе Мотта. Останки Аппоньи были отправлены в Венгрию, где и были захоронены.

## Брак и дети

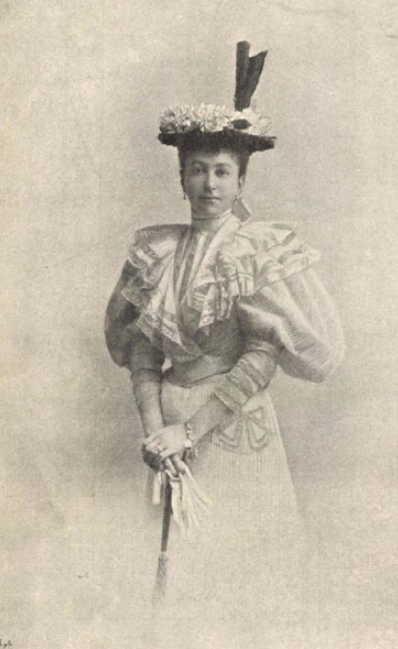
Жена — графиня Клотильда фон Менсдорф-Пули

В 1897 году вступил в брак с Клотильдой (1867—1942), 30-летней дочерью графа Александра фон Менсдорфа-Пули, который приходился двоюродным братом английской королеве Виктории.
В браке родилось трое детей:
- Дьёрдь Шандор (Георг Александр) (1898—1970), жена — княжна Одескальки (1903—1982), двое детей, развод в 1934 году
- Мария Александрина (1899—1967) — замужем за принцем Карлом Антоном де Роганом (1898—1975), два сына
- Юлиана (1903—1974) — 1 брак — с графом Ференцем Пальффи, развод в 1934 году; 2 брак — с Элемером Клобусицким, развод в 1947 году